# Srebrenica

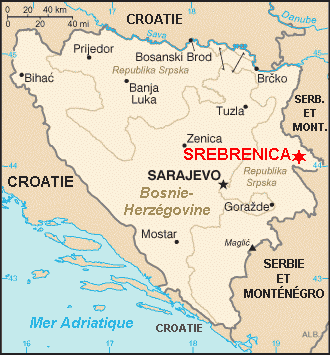
Localització de Srebrenica

Srebrenica (en ciríl·lic: Сребреница) és un poble petit de muntanya i municipi a l'est de Bòsnia i Hercegovina, a l'entitat Republika Srpska. La seva indústria principal és la mineria de sal i un balneari pròxim.
Al cens de població de 1931, el districte tenia una majoria ortodoxa sèrbia (50,5%).
Al cens de 1991, el municipi de Srebrenica tenia 37.213 residents: 27.118 bosnians (72,9%), 9.381 serbis (25,2%), 372 iugoslaus (1%), 40 croats (0,1%), i 302 altres (0,8%). La mateixa ciutat de Srebrenica tenia 5.754 residents: bosnians amb un 64%, serbis amb un 29%, iugoslaus amb un 5,3%, amb un 1% d'altres, i croats amb un 0,7%.
Abans de 1992, hi havia una fàbrica de metall a la ciutat, amb mines de plom, zenc, i or. De fet, el nom de la ciutat significa "mina d'argent".

## Guerra de Bòsnia
Durant la Guerra de Bòsnia (1992-1995), la ciutat es convertia en un enclavament bosnià on s'establiren les milícies dirigides pel comandant bosnià Naser Orić. La ciutat va ser envoltada per l'exèrcit serbi, tot i que era una àrea segura vigilada per una petita unitat de l'exèrcit holandès operant sota el mandat de les NU per la Força de protecció de les Nacions Unides (UNPROFOR). El juliol de 1995, la ciutat fou capturada per l'exèrcit serbi, que deportà la població de més de 20.000 persones, mentre els soldats holandesos fracassaven en l'intent de salvar-los. Els voltants de Srebrenica es convertiren en el lloc de la massacre de Srebrenica, on més de 8.000 homes bosnians de totes les edats foren executats per l'exèrcit serbi de Bòsnia. Encara hi ha alguns milers de persones desaparegudes.
La ciutat té un cementiri en memòria de les víctimes de la matança, monument que va ser inaugurat per l'antic president dels Estats Units, Bill Clinton, el 2003. L'11 de juliol del 2005 marcava el 10è aniversari de la massacre. Molts dels militars responsables foren processats pel Tribunal Penal Internacional per a l'antiga Iugoslàvia. Però diversos dels responsables polítics i militars de la matança estan encara desapareguts. El juliol de 2014 un tribunal de La Haia va declarar culpable de la mort de 300 homes a Srebenica a l'estat Neerlandès].